# Friedrich von Ingenohl
Friedrich von Ingenohl (Neuwied, 30 giugno 1857 – Berlino, 19 dicembre 1933) è stato un ammiraglio tedesco.

## Biografia
Ingenohl entrò nella Marina imperiale tedesca il 12 aprile 1874 come cadetto. Dopo la sua formazione a terra e sulla nave scuola Niobe ottenne il diploma presso l'Accademia navale e fu promosso il 19 dicembre 1877 Guardiamarina.
Dopo diversi comandi a bordo e a terra, in ottobre 1885 intraprese un viaggio verso Zanzibar per adempiere al servizio sulle cannoniere Hyäne e Möwe. Tornò in Germania nell'agosto dell'anno successivo, fu impiegato in vari servizi a bordo finché il 1º maggio 1888 ebbe il comando della torpediniera S 34. Da ottobre dello stesso anno fino ad aprile del 1889 prestò servizio presso l'Accademia di marina. Prestò quindi breve servizio presso la II Divisione di Marina sulle navi Hohenzollern e la nave avviso Pommerania. Rimase quindi per breve tempo a disposizione  del II Ispettorato della Marina, passando poi come ufficiale di artiglieria sulla corazzata Preußen e poi dal 20 aprile 1891 fino al 31 Marzo 1892 come aiutante di stato maggiore nella base marittima del Mare del Nord. Contemporaneamente , fino al 17 ottobre del 1894 fece parte dell'Oberkommando der Marine.
Ingenohl intraprese quindi una missione all'estero a Shanghai e dal 27 novembre 1894 fino al 9 aprile 1896 ebbe il comando della cannoniera Iltis. Mentre si trovava a Hong Kong, il 13 aprile 1896 fu promosso capitano di corvetta.
Dopo l'impiego nell'Oberkommando der Marine e quello di Primo Ufficiale sulla nave corazzata Wörth, dal 25 settembre 1897 fu trasferito all'Ufficio della Marina del Reich. Qui fu capo dipartimento nella Divisione per le questioni militari nelle costruzioni navali e nell'addestramento alle armi fino al 30 settembre 1901 tätig. Ingenohl fu quindi nuovamente inviato in Estremo Oriente e impiegato come comandante delle navi  Kaiserin Augusta ed Hertha. In questo periodo fu promosso Kapitän zur See (capitano di vascello). Nel gennaio del 1904, tornato in Germania, membro dello stato maggiore della marina. Il 4 ottobre 1904 gli fu affidato il comando del panfilo imperiale Hohenzollern e il 28 giugno 1906 fu nominato aiutante di campo per la Marina dell'Imperatore, comandando ininterrottamente fino al 30 settembre 1908 il panfilio imperiale. Nel frattempo fu nominato contrammiraglio e successivamente secondo ammiraglio della Ia Squadra navale e della Ia squadra incrociatori.
Il 27 gennaio 1909 l'imperatore Guglielmo II lo innalzò al rango nobiliare.
Il 18 maggio 1909 fu incaricato della guida della squadra dell'Estremo Oriente, fu promosso viceammiraglio e il 27 gennaio 1910 Comandante in capo, funzione dalla quale fu esonerato il 6 giugno 1910. Intraprese quindi il viaggio di ritorno passando da Tsingtao e rimase poi a disposizione del Comandante della base navale del Baltico; il 25 settembre 1910 fu nominato comandante della IIa Squadra navale. Dal 30 gennaio fino al 14 novembre del 1913 gli fu affidato il comando della Hochseeflotte (Flotta d'alto mare) e il 14 novembre fu promosso ammiraglio.

### Prima guerra mondiale
L'intenzione di Ingenohl, appena scoppiata la prima guerra mondiale nell'agosto del 1914, fu quella di condurre un attacco decisivo alla Marina britannica, ma in questo non trovò il sostegno dell'Ammiragliato imperiale. Perciò egli cercò sempre piccoli scontri, per indurre il nemico a imprevisti contrattacchi, grazie ai quali poter ottenere vantaggi decisivi sul nemico. Ma la necessaria fortuna in questa tattica mancò a Ingenohl. Nella battaglia di Helgoland del 1914 la Marina imperiale perdette tre piccoli incrociatori e una torpediniera, mentre la Marina britannica ne uscì quasi indenne.
Il 23 gennaio Ingenohl, convinto che la Grand Fleet si trovasse nei suoi porti, ordinò un attacco da parte di una squadra di incrociatori nella direzione del Dogger Bank. Poiché riteneva improbabile uno scontro con forti navi nemiche, egli non fece predisporre alcuna copertura navale all'operazione. Il successo di intercettazioni radio da parte britannica fecero sì che una loro grossa formazione uscisse in mare e provocò la sconfitta tedesca di Dogger Bank il 24 gennaio.
Alla nuova sconfitta seguì il 2 febbraio la destituzione dal comando di Ingenohl e del suo Capo di Stato maggiore, viceammiraglio Richard Eckermann. Il posto di Ingenohl fu preso dall'ammiraglio Hugo von Pohl. A Ingenohl fu quindi assegnato il posto di Capo della base navale del Baltico. Il 13 agosto del 1915 fu rimosso da tale incarico e posto a disposizione del corpo degli ufficiali di marina.